# Politica statului Hawaii

## Autorități de stat
Linda Lingle - Guvernatorul Hawaii-ului (republican)
James „ducele” Aiona guvernatorul unei provincii din Hawaii(republican)

## Reprezentanți ai congresului
Daniel Inouye  -senatorul  american senior (democrat)
Daniel Akaka- senator american junior(democrat)
Charles Djou –reprezentant SUA al primului district congresional  (republican)
Marie Hinoro –reprezentant SUA al celui de-al doilea district congresional (democrat)

## Administrația județelor
Orașul și județul Honolulu-Mufi Hanneman
Județul Hawaii- Willliam "Billy" Kenoi
Județul Maui-Charmaine Tavares
Județul Kauai

## Partide politice

### Mediul politic
Din punct de vedere istoric au existat trei nișe de partide : cel de dreapta, moderat și de stânga sau contemporan. Partidul republican din Hawaii este cel mai vechi și unicul partid de dreapta, acesta fiind  singurul partid care a existat la un moment dat  în istoria Hawaii-ului. Au existat două partide moderate de-a lungul istoriei acestui stat: Partidul Național de Reformă din Hawaii și Partidul Democrat din Hawaii. Partidele de Stânga sau contemporane manifestă au tendița să aibă o durată de viață redusă, de până la câteva decenii. Ar trebui precizat faptul că deși aceste partide nu rezistă de-a lungul timpului, ele au o oarecare influență asupra guvernului. Partidul Comunist din Hawaii s-a folosit de grevă în timp ce Partidul Aloha Aina a apelat la petiții. Cei mai mulți ofițeri ai Guvernului de stat și federal au fost aleși de-a lungul istoriei din cadrul Partidului Democratic și cel Republican. Carta municipală din stat a declarat că toți primarii vor fi aleși în cadrul alegerilor independente.

### Naționalism
În Hawaii, naționalismul indigen este privit ca fiind politică de stânga, în timp ce Naționalismul Alb este privit ca fiind politică de dreapta.

### Orânduirea partidului conducător
Hawaii funcționează pe baza unui  sistem de  partid conducător, interpretat greșit ca un sistem de partid unic. În timp ce majoritatea legislativă deține mai multă putere decât orice altă minoritate, poziția guvernului și poziția partidului conducător sunt puternic aliniate. Acest sistem a fost instaurat odată cu Constituția din 1887 care a fost impusă de către Regele David Kalākaua în ceea ce acum este cunoscut sub numele de Republica Hawaii sub amenințarea puștii. Constituția a diminuat puterea monarhiei și a împuternicit legislatura.

## Alegeri prezindențiale
Hawaii este dominat în mare parte de Partidul Democratic și a susținut democrații în 10 din cele 12 alegeri prezidențiale la care a participat. În 2004 John Kerry a câștigat turul al patrulea al alegerilor electorale  cu un avantaj la limită de 9 puncte cu 54 % din voturi. Fiecare județ din stat a susținut candidatul democrat. În 2008 cetățeanul hawaian Barack Obama a căștigat de asemenea alegerile, cu un avans covârșitor: 72 % pentru democrați și 27 % de voturi pentru republicanul John McCain. Hawaii este singurul stat  care a acordta mai mult de 70 % din voturi oricărui din candidați.
| An   | Republican      | Democratic     |
| ---- | --------------- | -------------- |
| 2008 | 26.58% 120,446  | 71.85% 325,588 |
| 2004 | 45.26% 194,191  | 54.01% 231,708 |
| 2000 | 37.46% 137,845  | 55.79% 205,286 |
| 1996 | 31.64% 113,943  | 56.93% 205,012 |
| 1992 | 36.70% 136,822  | 48.09% 179,310 |
| 1988 | 44.75%' 158,625 | 54.27% 192,364 |
| 1984 | 55.10% 185,050  | 43.82% 147,154 |
| 1980 | 42.90% 130,112  | 44.80% 135,879 |
| 1976 | 48.06% 140,003  | 50.59% 147,375 |
| 1972 | 62.48% 168,865  | 37.52% 101,409 |
| 1968 | 38.70% 91,425   | 59.83% 141,324 |
| 1964 | 21.24%' 44,022  | 78.76% 163,249 |
| 1960 | 49.97% 92,295   | 50.03% 92,410  |